# Racey
Racey är en brittisk popgrupp som bildades 1976 och började med att spela på olika klubbar och pubar i västra England. I mitten av 1978 gavs deras första singel, "Baby It's You", ut. Deras andra singel, "Lay Your Love on Me" gavs ut i november 1978 och blev en stor julhit i England. 1979 gavs tredje singeln, "Some Girls", ut och den blev deras största hit och hamnade överst på hitlistorna i 12 länder. 1980 gavs debutalbumet Smash and Grab ut, som också blev en försäljningsframgång.
Bandet splittrades formellt 1985, och sedan dess finns två separata grupper som heter Racey, en med bandmedlem Richard Gower ("Richard Gower's Racey") och den andra ("The Original Racey") med Clive Wilson, Phil Fursdon och Pete Miller, den ursprungliga basgitarrspelaren. Miller dog av cancer den 6 maj 2003 och ersattes av Matt Venn. Flera album med nyinspelningar av originala hits samt nytt material finns tillgängliga från båda av dagens versioner av gruppen.

## Diskografi
Studioalbum
- Smash and Grab (1979)
- Some Girls (1995)
- Lay Your Love on Me (1996)

Samlingsalbum
- Say Wow! Greatest and Latest (1996)
- Best of Racey (2003)
- The Best of Racey (2006)